# Beta Arae
Beta Arae (β Ara / HD 157244 / HR 6461) es la estrella más brillante en la constelación de Ara, con magnitud aparente +2,85. Comparte movimiento propio y velocidad radial con γ Arae, por lo que se pensó que ambas estrellas podían formar un sistema binario amplio; sin embargo, medidas precisas de distancia realizadas por el satélite Hipparcos demostraron que Gamma Arae está casi al doble de distancia que Beta Arae. Esta última se encuentra a 603 años luz de distancia del sistema solar. 
Beta Arae es una supergigante o gigante luminosa de color naranja cuyo tipo espectral es K3Ib-II. Con una temperatura superficial de 4582 K, es muy luminosa, 4600 veces más que el Sol. Igualmente es una estrella de gran tamaño, con un radio 92 veces mayor que el radio solar, equivalente a 0,43 UA, algo menos de la mitad de la distancia entre la Tierra y el Sol. La teoría de evolución estelar permite calcular su masa, entre 6,2 y 7,3 masas solares, por lo que comenzó su vida como una estrella caliente de tipo B3 hace unos 50 millones de años. Al evolucionar hacia una estrella gigante, su velocidad de rotación ha ido disminuyendo, siendo actualmente de sólo 5,4 km/s, lo que implica que Beta Arae tarda 2,33 años en completar un giro.